# World Masterpiece Theater

Az 1979-es Akage no Anne volt az első animesorozat, melyet a World Masterpiece Theater sorozat címe alatt jelentettek meg

A World Masterpiece Theater (世界名作劇場; Szekai Meiszaku Gekidzsó; Hepburn: Sekai Meisaku Gekijō) japán televíziós animesorozatok gyűjtőneve, amelyek a klasszikus gyermekirodalom jelentős műveinek adaptációi. Eredetileg 1969 és 1997 között készültek ezek a sorozatok, majd 2007-től folytatódtak.
Az első néhány sorozatot a Mushi Production és a Zuiyo Eizo készítette, majd 1975-től utóbbi jogutódja, a Nippon Animation. A sorozatok elsőként a Fuji TV-n voltak láthatóak vasárnaponként 19:30-tól. Mijazaki Hajao és Takahata Iszao is dolgozott több sorozaton. A World Masterpiece Theater 23 évadon át futott, kezdve az 1975-ös Flanders no inutól az 1997-es Ie naki ko Remiig. A Nippon Animation 2007-ben újraindította sorozatát a Les Misérables: Sódzso Cosette-tel, amelyet a Porphy no nagai tabi követett 2008-ban és a jelenlegi utolsó, 26. sorozat, a Konnicsiva Anne: Before Green Gables 2009-ben.
Angol nyelvre eredetileg három sorozatot szinkronizáltak le: Tom Sawyer kalandjai (1980), Kazoku Robinson hjórjúki fusigi na sima no furóne (1981) és Ai no vakakusza monogatari (1987). Az Animax később újabb sorozatokat vetített le angol nyelven Dél- és Délkelet-Ázsiában, mint a Princess Sarah és az Ie naki ko Remi. Több sorozat Európában is nagy sikert aratott, ezek közül kiemelkedő a Heidi, a hegyek lánya, és az Anette, amelyeket Magyarországon is bemutatott a Magyar Televízió, az Akage no Anne és a Princess Sarah. Magyarországon a Heidi és az Anette mellett látható volt még a Kisasszonyok és A hosszúlábú apu, szintén a Magyar Televízióban és a Tom Sawyer kalandjai néhány epizódja a TV2-n. A Heidiből Magyarországon a két OVA is megjelent DVD-n.
A sorozatot az évek folyamán számos névvel illették, azonban a nézők által legismertebb és leggyakrabban használt név a World Masterpiece Theater maradt. A Nippon Animation hivatalos angol elnevezése a The Classic Family Theater Series.

## Sorozatok

### Nippon Animation előtt - Calpis Comic Theater (1969–1974)
- Dororo (どろろ?) (1969, 26 epizód)
- Mumin (ムーミン; Hepburn: Mūmin?; Moomin) (1969–1970, 65 epizód)
- Andersen monogatari (アンデルセン物語; Anderuszen monogatari; Hepburn: Anderusen monogatari?) (1971, 52 epizód) – Hans Christian Andersen több műve alapján
- Sin Mumin (新 ムーミン; Hepburn: Shin Mūmin?) (1972, 52 epizód)
- Jama nezumi Rocky Chuck (山ねずみ ロッキーチャック; Jama nezumi Rokkí Csakku; Hepburn: Yama nezumi Rokkī Chakku / Yama nezumi Rocky Chuck?) (1973, 52 epizód) – Thornton Burgess állat témájú történetgyűjteményei nyomán
- Heidi, a hegyek lánya (アルプスの少女ハイジ; Arupuszu no sódzso Haidzsi; Hepburn: Arupusu no shōjo Haiji / Alps no shōjo Heidi?; Alps no sódzso Heidi) (1974, 52 epizód) – Johanna Spyri Heidi című regénye alapján

### Nippon Animation - Calpis Children’s Theater (1975–1977)
- Flanders no inu (フランダースの犬; Furandászu no inu; Hepburn: Furandāsu no inu?) (1975, 52 epizód) – Maria Louise Ramé A Dog of Flanders című regénye alapján
- Haha o tazunete szanzenri (母をたずねて三千里; Hepburn: Haha o tazunete sanzenri?) (1976, 52 epizód) – Edmondo De Amicis Szív című regényének egy fejezete alapján
- Araiguma Rascal (あらいぐまラスカル; Araiguma Raszukaru; Hepburn: Araiguma Rasukaru?) (1977, 52 epizód) – Sterling North Rascal című regénye alapján

### Calpis Family Theater (1978)
- Perrine monogatari (ペリーヌ物語; Perínu monogatari; Hepburn: Perīnu monogatari?) (1978, 53 epizód) – Hector Malot En famille című regénye alapján

### World Masterpiece Theater (1979–1985)
- Akage no Anne (赤毛のアン; Akage no An?) (1979, 50 epizód) – Lucy Maud Montgomery Anne a Zöld Oromból című regénysorozata alapján
- Tom Sawyer kalandjai (トム・ソーヤーの冒険; Tomu Szójá no bóken; Hepburn: Tomu Sōyā no bōken / Tom Sawyer no bōken?; Tom Sawyer no bóken) (1980, 49 epizód) – Mark Twain azonos című regénye alapján
- Kazoku Robinson hjórjúki: Fusigi na sima no furóne (家族ロビンソン漂流記 ふしぎな島のフローネ; Hepburn: Kazoku Robinson hyōryūki: Fushigi na shima no furōne?) (1981, 50 epizód) – Johann David Wyss The Swiss Family Robinson című regénye alapján
- Minami no nidzsi no Lucy (南の虹のルーシー; Minami no nidzsi no Rúsí; Hepburn: Minami no niji no Rūshī / Minami no niji no Lucy?) (1982, 50 epizód) – Phyllis Piddington Southern Rainbow című regénye alapján
- Anette (わたしのアンネット; Arupuszu monogatari vatasi no Annetto; Hepburn: Arupusu monogatari watashi no Annetto / Alps monogatari watashi no Annette?; Alps monogatari vatasi no Annette) (1983, 48 epizód) – Patricia St. John Nyomok a hóban című gyermekkönyve alapján
- Makiba no sódzso Katri (牧場の少女カトリ; Makiba no sódzso Katori; Hepburn: Makiba no shōjo Katori / Makiba no shōjo Katri?) (1984, 49 epizód) – Auni Nuolivaara finn író Paimen, piika ja emäntä című regénye alapján
- Princess Sarah (小公女セーラ; Purinszeszu Széra; Hepburn: Purinsesu Sēra?) (1985, 46 epizód) – Frances Hodgson Burnett A padlásszoba kis hercegnője című regénye alapján

### House Foods World Masterpiece Theater (1986–1993)
- Ai sódzso Pollyanna monogatari (愛少女ポリアンナ物語; Ai sódzso Porianna monogatari; Hepburn: Ai shōjo Porianna monogatari / Ai shōjo Pollyanna monogatari?) (1986, 51 epizód) – Eleanor H. Porter Pollyanna – Az élet játéka és Pollyanna Grows Up című regényei alapján
- Kisasszonyok (愛の若草物語; Ai no vakakusza monogatari; Hepburn: Ai no wakakusa monogatari?) (1987, 48 epizód) – Louisa May Alcott Kisasszonyok című regénye alapján
- Sókósi Cedie (小公子セディ; Sókósi Szedi; Hepburn: Shōkōshi Sedi / Shōkōshi Cedie?) (1988, 43 epizód) – Frances Hodgson Burnett A kis lord című regénye alapján
- Peter Pan no bóken (ピーターパンの冒険; Pítá Pan no bóken; Hepburn: Pītā Pan no bōken / Peter Pan no bōken?) (1989, 41 epizód) – J. M. Barrie Pán Péter című híres története alapján
- A hosszúlábú apu (私のあしながおじさん; Vatasi no asinaga odzsiszan; Hepburn: Watashi no ashinaga ojisan?) (1990, 40 epizód) – Jean Webster Nyakigláb apó című regénye alapján
- Trapp ikka monogatari (トラップ一家物語; Torappu ikka monogatari?) (1991, 40 epizód) – Maria Augusta von Trapp The Story of the Trapp Family Singers című könyve alapján és A muzsika hangja musical és annak filmváltozatával inspirálva
- Daiszógen no chiiszana tensi Bush Baby (大草原の小さな天使 ブッシュベイビー; Daiszógen no chiiszana tensi Bussu Beibí; Hepburn: Daisōgen no chiisana tenshi Busshu Beibī / Daisōgen no chiisana tenshi Bush Baby?) (1992, 40 epizód) – William Stevenson The Bushbabies című története alapján
- Vakakusza monogatari: Nan to Dzsószenszei (若草物語 ナンとジョー先生; Hepburn: Wakakusa monogatari: Nan to Jōsensei?) (1993, 40 epizód) – Louisa May Alcott Kisasszonyok című regényének folytatása, a Fiatalurak alapján

### World Masterpiece Theater (1994–1997)
- Nanacu no umi no Tico (七つの海のティコ; Nanacu no umi no Tiko; Hepburn: Nanatsu no umi no Tiko / Nanatsu no umi no Tico?) (1994, 39 epizód)
- Romeo no aoi szora (ロミオの青い空; Romio no aoi szora; Hepburn: Romio no aoi sora / Romeo no aoi sora?) (1995, 33 epizód) – Kurt Held Die Schwarzen Brüder című műve alapján
- Meiken Lassie (名犬ラッシー; Meiken Rassí; Hepburn: Meiken Rasshī?) (1996, 26 epizód) – Eric Knight Lassie hazatér című regénye alapján
- Ie naki ko Remi (家なき子レミ?) (1996–1997, 26 epizód) – Hector Malot Sans Famille című regénye alapján

### House Foods World Masterpiece Theater (2007–2009)
- Les Misérables: Sódzso Cosette (レ・ミゼラブル 少女コゼット; Re Mizeraburu Sódzso Kozetto; Hepburn: Re Mizeraburu Shōjo Kozetto / Les Misérables: Shōjo Cosette?) (2007, 52 epizód) – Victor Hugo A nyomorultak című regénye alapján
- Porphy no nagai tabi (ポルフィの長い旅; Porufi no nagai tabi?) (2008, 52 epizód) – Paul-Jacques Bonzon Les Orphelins de Simitra című műve alapján
- Konnicsiva Anne: Before Green Gables (こんにちは アン 〜Before Green Gables; Hepburn: Konnichiwa Anne: Before Green Gables?) (2009, 39 epizód) – Anne Shirley történetének első változatát meséli el Budge Wilson Before Green Gables című műve alapján